# Voie de signalisation MAPK/ERK

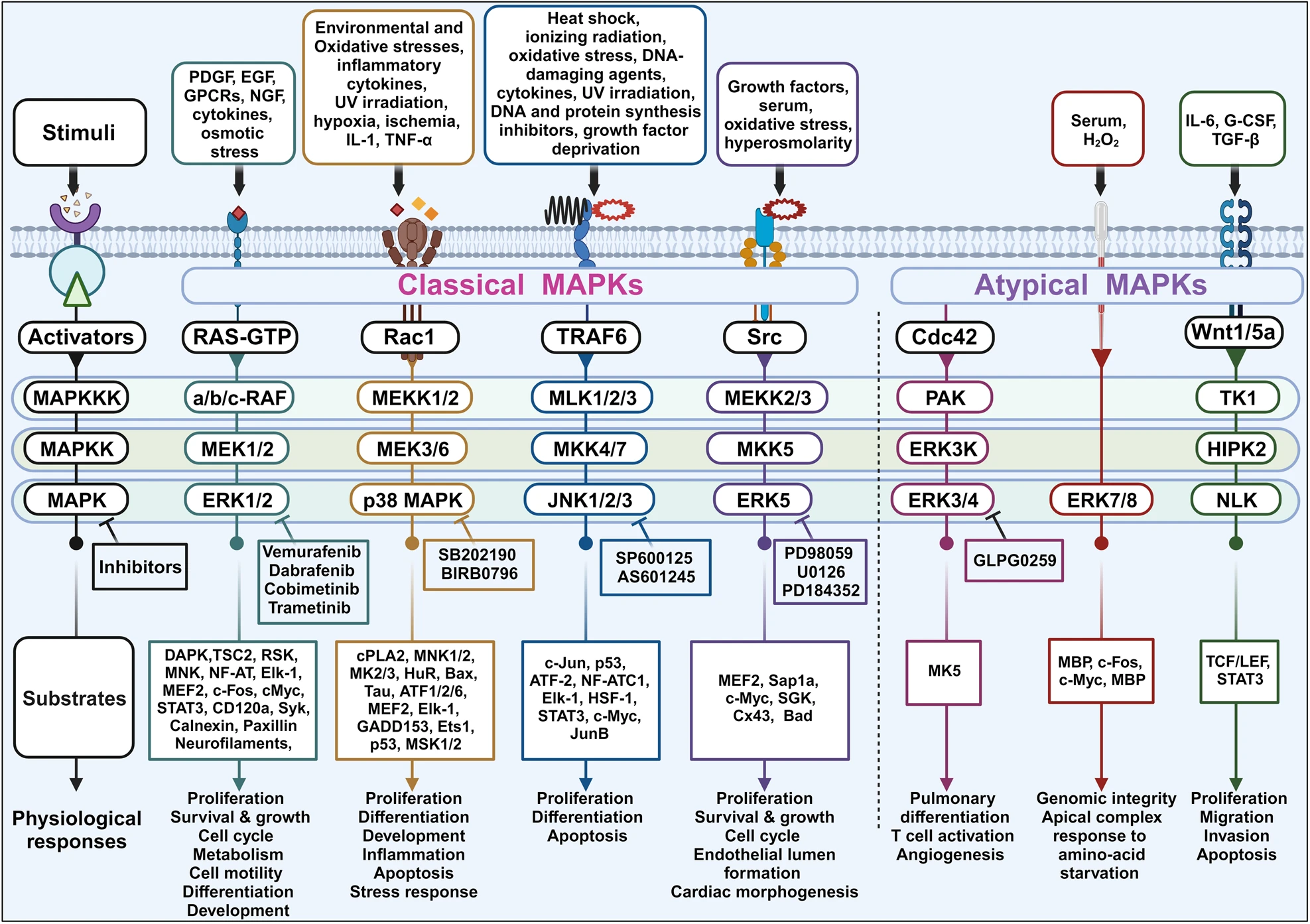
Voie de signalisation MAP/ERK et autres cascades de protéines kinases activées par les mitogènes (MAPK) et leurs fonctions physiologiques. Toutes ces voies de signalisation comprennent une partie centrale à trois couches dans lesquelles chaque kinase est activée consécutivement et les composants MAPK sont hautement conservés. La première couche est constituée de MAPK kinase kinases (MAPKKK ou MEKK), qui sont activées par des stimuli et phosphorylées et activent les MAPK kinases (MAPKK ou MEK). Les MAPKK sont des kinases à double spécificité qui peuvent phosphoryler les résidus thréonine ou tyrosine pour activer la MAPK sérine/thréonine terminale, conduisant à l'activation de plusieurs protéines cytoplasmiques et nucléaires impliquées dans diverses fonctions biologiques.

La voie de signalisation MAPK/ERK (également connue sous le nom de voie Ras-Raf-MEK-ERK) est une chaîne de protéines dans la cellule qui communique un signal provenant d'un récepteur situé à la surface de la cellule à l'ADN du noyau de la cellule.
Le signal commence lorsqu'une molécule de signalisation se lie au récepteur à la surface de la cellule et se termine lorsque l'ADN du noyau exprime une protéine et produit un changement dans la cellule, comme une division cellulaire. Chez l'être humain, la voie comprend de nombreuses protéines, telles que les MAP-kinases (MAPK), initialement appelées Extracellular signal-regulated kinases (ERK), qui communiquent en ajoutant des groupes phosphate à une protéine voisine (en la phosphorylant), agissant ainsi comme un « on » ou interrupteur « off ».
Lorsqu’une des protéines de la voie est mutée, elle peut se retrouver bloquée en position « on » ou « off », une étape nécessaire au développement de nombreux cancers. En fait, les composants de la voie MAPK/ERK ont été découverts pour la première fois dans les cellules cancéreuses, et des médicaments qui inversent l'interrupteur « marche » ou « arrêt » sont étudiés comme traitements contre le cancer.

## Fonctionnement
Le signal qui déclenche la voie MAPK/ERK est la liaison du mitogène extracellulaire à un récepteur de surface cellulaire. Cela permet à une protéine Ras (une petite GTPase) d'échanger une molécule GDP contre une molécule GTP, en actionnant « l'interrupteur marche/arrêt » de la voie. La protéine Ras peut alors activer MAP3K (kinase à MAPK-kinase, par exemple Raf), qui active MAP2K (MAPK-kinase) qui active MAPK. Enfin, MAPK peut activer un facteur de transcription, tel que Myc.

### Activation de Ras
Les tyrosines-kinases liées à un récepteur, telles que le récepteur du facteur de croissance épidermique (FGF), sont activées par des ligands extracellulaires, tels que le facteur de croissance épidermique (EGF). La liaison de l'EGF à l'EGFR active l'activité tyrosine-kinase du domaine cytoplasmique du récepteur. L'EGFR devient phosphorylé sur les résidus tyrosine. Les protéines d'accueil telles que GRB2 contiennent un domaine SH2 qui se lie aux résidus phosphotyrosine du récepteur activé. GRB2 se lie au facteur d'échange de nucléotides guanine SOS via les deux domaines SH3 de GRB2. Lorsque le complexe GRB2-SOS s'arrime à l'EGFR phosphorylé, SOS est activé. Le SOS activé favorise ensuite la suppression du PIB d'un membre de la sous-famille Ras (notamment H-Ras ou K-Ras). La protéine Ras peut alors se lier au GTP et devenir active.
Outre l'EGFR, d'autres récepteurs de surface cellulaire peuvent activer cette voie via GRB2, notamment Trk A/B, le récepteur du facteur de croissance des fibroblastes (FGFR) et le PDGFR.

### Cascade de kinases
Une fois Ras activé, il active la protéine kinase d'une RAF-kinase. La RAF-kinase phosphoryle et active une MAPK/ERK-kinase (MEK1 ou MEK2). La MEK phosphoryle et active une protéine kinase activée par un mitogène (MAPK).
RAF et MAPK/ERK sont toutes deux des protéines-kinases spécifiques de la sérine/thréonine. MEK est une sérine/tyrosine/thréonine kinase.
D'un point de vue technique, RAF, MEK et MAPK sont toutes des kinases activées par les mitogènes, tout comme MNK. Les MAPK étaient à l’origine appelées « kinases régulées par le signal extracellulaire » (ERK) et « protéines-kinases associées aux microtubules » (MAPK). L’une des premières protéines connues pour être phosphorylées par ERK était une protéine associée aux microtubules (MAP). Comme indiqué ci-dessous, de nombreuses cibles supplémentaires pour la phosphorylation par MAPK ont été découvertes plus tard, et la protéine a été rebaptisée « protéine-kinase activée par mitogène » (MAPK). La série de kinases allant de RAF à MEK en passant par MAPK est un exemple de cascade de protéines-kinases. De telles séries de kinases offrent des opportunités de régulation par rétroaction et d'amplification du signal.

### Régulation de la traduction et de la transcription
L’un des effets de l’activation de MAPK est de modifier la traduction de l’acide ribonucléique messager en protéines. MAPK phosphoryle la protéine ribosomale s6 kinase (en) (RSK) 40S. Cela active la RSK, qui, à son tour, phosphoryle la protéine ribosomale S6. Les protéines-kinases activées par les mitogènes qui phosphorylent la protéine ribosomale S6 ont été les premières à être isolées.
MAPK régule les activités de plusieurs facteurs de transcription. MAPK peut phosphoryler C-myc. MAPK phosphoryle et active MNK, qui, à son tour, phosphoryle CREB. MAPK régule également la transcription du gène C-Fos. En modifiant les niveaux et les activités des facteurs de transcription, MAPK entraîne une altération de la transcription de gènes importants pour le cycle cellulaire.
Les gènes 22q11, 1q42 et 19p13, en affectant la voie ERK, sont associés à la schizophrénie, au trouble schizo-affectif, au trouble bipolaire et aux migraines.

## Régulation de l’entrée et de la prolifération du cycle cellulaire

### Rôle de la signalisation mitogène dans la progression du cycle cellulaire
La voie ERK joue un rôle important dans l'intégration des signaux externes provenant de la présence de mitogènes tels que le facteur de croissance épidermique (EGF) dans les événements de signalisation favorisant la croissance et la prolifération cellulaires dans de nombreux types de cellules de mammifères. Dans un modèle simplifié, la présence de mitogènes et de facteurs de croissance déclenche l'activation des récepteurs canoniques tyrosine-kinases tels que l'EGFR, conduisant à leur dimérisation et à l'activation ultérieure de la petite GTPase Ras. Cela conduit ensuite à une série d'événements de phosphorylation en aval dans la cascade MAPK (Raf-MEK-ERK), aboutissant finalement à la phosphorylation et à l'activation de ERK. La phosphorylation de ERK entraîne une activation de son activité kinase et conduit à la phosphorylation de ses nombreuses cibles en aval impliquées dans la régulation de la prolifération cellulaire. Dans la plupart des cellules, une certaine forme d’activité ERK soutenue est nécessaire pour que les cellules activent les gènes qui induisent l’entrée dans le cycle cellulaire et suppriment les régulateurs négatifs du cycle cellulaire. Deux de ces cibles importantes incluent les complexes de cycline D avec Cdk4 et Cdk6 (Cdk4/6) qui sont tous deux phosphorylés par ERK. La transition de la phase G1 à la phase S est coordonnée par l'activité de la cycline D-Cdk4/6, qui augmente à la fin de la phase G1 alors que les cellules se préparent à entrer en phase S en réponse aux mitogènes. L'activation de Cdk4/6 contribue à l'hyperphosphorylation et à la déstabilisation ultérieure de la protéine du rétinoblastome. Le rétinoblastome hypophosphorylé est normalement lié au facteur de transcription E2F au début de la phase G1 et inhibe son activité transcriptionnelle, empêchant l'expression des gènes d'entrée en phase S, notamment la cycline E, la cycline A2 et Emi1. L'activation de ERK1/2 en aval de la signalisation Ras induite par le mitogène est nécessaire et suffisante pour éliminer ce blocage du cycle cellulaire et permettre aux cellules de progresser vers la phase S dans la plupart des cellules de mammifères.

### Contrôle de rétroaction en aval et génération d'un échangeur bistable G1/S
Le point de restriction (point R) marque l'événement critique lorsqu'une cellule de mammifère s'engage dans la prolifération et devient indépendante de la stimulation de la croissance. Il est fondamental pour la différenciation normale et l’homéostasie des tissus, et semble être dérégulé dans pratiquement tous les cancers. Bien que le point R ait été lié à diverses activités impliquées dans la régulation de la transition G1 – S du cycle cellulaire des mammifères, le mécanisme sous-jacent reste flou. À l'aide de mesures unicellulaires, Yao et al., montrent que la voie Rb-E2F fonctionne comme un échangeur bistable pour convertir les apports sériques gradués en réponses au facteur de transcription E2F.
Les signaux de croissance et de mitogènes sont transmis en aval de la voie ERK et sont incorporés dans plusieurs boucles de rétroaction positive pour générer un échangeur bistable au niveau de l'activation du facteur de transcription E2F. Cela se produit en raison de trois interactions principales à la fin de la phase G1. Le premier est le résultat d’une stimulation mitogène par l’ERK conduisant à l’expression du facteur de transcription Myc, qui est un activateur direct de l’E2F. La deuxième voie résulte de l’activation de ERK conduisant à l’accumulation de complexes actifs de cycline D et de Cdk4/6 qui déstabilisent Rb via la phosphorylation et servent en outre à activer E2F et à favoriser l’expression de ses cibles. Enfin, ces interactions sont toutes renforcées par une boucle de rétroaction positive supplémentaire de l'E2F sur lui-même, car sa propre expression conduit à la production du complexe actif de cycline E et de CDK2, qui sert en outre à verrouiller la décision d'une cellule d'entrer en phase S. En conséquence, lorsque la concentration sérique augmente de manière progressive, la plupart des cellules de mammifères réagissent de manière similaire à un interrupteur en entrant en phase S. Ce commutateur E2F bistable stimulé par les mitogènes présente une hystérésis, car les cellules ne peuvent pas revenir à la phase G1 même après le retrait du mitogène après l'activation de l'E2F.

### Intégration des signaux mitogènes et de stress dans la prolifération
Des expériences récentes d'imagerie de cellules vivantes dans des cellules MCF10A et MCF7 ont montré qu'une combinaison de signalisation mitogène via ERK et de signaux de stress via l'activation de p53 dans les cellules mères contribue à la probabilité que les cellules filles nouvellement formées réintègrent immédiatement le cycle cellulaire ou d'entrer en quiescence (G0) précédant la mitose. Plutôt que des cellules filles commençant sans protéines de signalisation clés après la division, l'ARNm de la cycline D1 induit par le mitogène/ERK et la protéine p53, deux facteurs à longue durée de vie dans les cellules, peuvent être hérités de manière stable des cellules mères après la division cellulaire. Les niveaux de ces régulateurs varient d'une cellule à l'autre après la mitose et la stœchiométrie entre eux influence fortement l'engagement dans le cycle cellulaire via l'activation de Cdk2. Les perturbations chimiques utilisant des inhibiteurs de la signalisation ERK ou des inducteurs de la signalisation p53 dans les cellules mères suggèrent que les cellules filles avec des niveaux élevés de protéine p53 et de faibles niveaux de transcrits de cycline D1 entrent principalement dans la phase G0 alors que les cellules avec un niveau élevé de cycline D1 et de faibles niveaux de p53 ont plus de chance de réintégrer immédiatement le cycle cellulaire. Ces résultats illustrent une forme de mémoire moléculaire codée à travers l'histoire de la signalisation mitogène via ERK et la réponse au stress via p53,.

### Importance clinique
Une croissance cellulaires incontrôlée est une étape nécessaire au développement de tous les cancers. Dans de nombreux cancers (par exemple le mélanome), un défaut dans la voie MAP/ERK conduit à cette croissance incontrôlée. De nombreux composés peuvent inhiber des étapes de la voie MAP/ERK et constituent donc des médicaments potentiels pour traiter le cancer,,,,, comme le lymphome de Hodgkin.
Le premier médicament autorisé à agir sur cette voie est le sorafénib, un inhibiteur de RAF1. Les autres inhibiteurs de Raf comprennent le SB590885, le PLX4720, le XL281, le RAF265, l'encorafenib, le dabrafenib et le vemurafenib.
Certains inhibiteurs de MEK comprennent le cobimétinib, le CI-1040, le PD0325901, le binimetinib (MEK162) et le selumetinib.
La voie RAF-ERK est également impliquée dans la physiopathologie du syndrome de Noonan, une maladie polymalformative.
L'analyse par puces à protéines peut être utilisée pour détecter des changements subtils dans l'activité des protéines dans les voies de signalisation. Les syndromes développementaux provoqués par des mutations germinales dans des gènes qui modifient les composants RAS de la voie de transduction du signal MAP/ERK sont appelés RASopathies.